# Джайляу

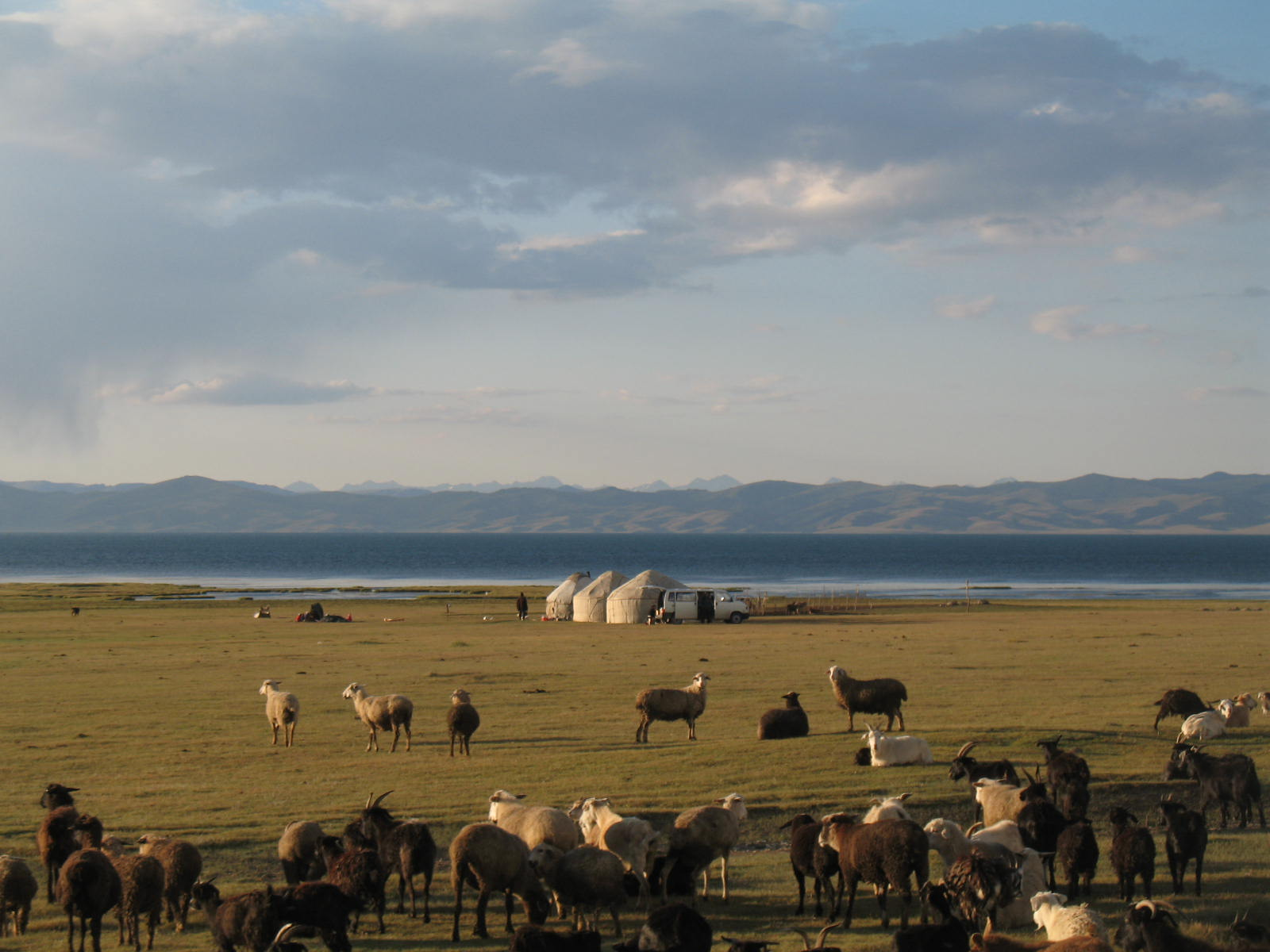
Джайлоо на озере Сон-Кёль (Кыргызстан)

Джайляу (джайлоо, джайла, жайлау) — летние пастбища в горах Средней Азии, Алтая, Кавказа, Крыма, Южного Урала. В Крыму применяется название «яйла». Располагаются на поверхностях выравнивания или в широких речных долинах и котловинах преимущественно в субальпийских и альпийских высотных поясах (ср. сырт). Практика отгонного животноводства существует и в других регионах.
Отгонное животноводство позволяет людям, занимающимся животноводством в горных природных зонах, использовать пастбища на альпийских лугах в те времена года, когда они наиболее продуктивны. В течение тёплой части года стада содержатся на горных пастбищах, а в остальное время находятся на расположенных в долинах землях. В частности, ритмы сезонного вертикального кочевания распространены в горной местности в Азербайджане, Кыргызстане, Таджикистане, Турции.

## Этимология
Происходит от тюркского яй/жай (jay)) означающего лето, пик зрелости сезона, и -лаг, притяжательного суффикса. Обратный термин — гишлаг/кишлак, кыштоо или кыстау (встречается написание гышлаг; gishlag), зимнее пастбище (от киш, кыс, кыш, kış, qish или gish, тюркского слова, обозначающего зиму), зимовье или круглогодичное поселение в Центральной Азии.

## Джайляу в разных странах

### Азербайджан

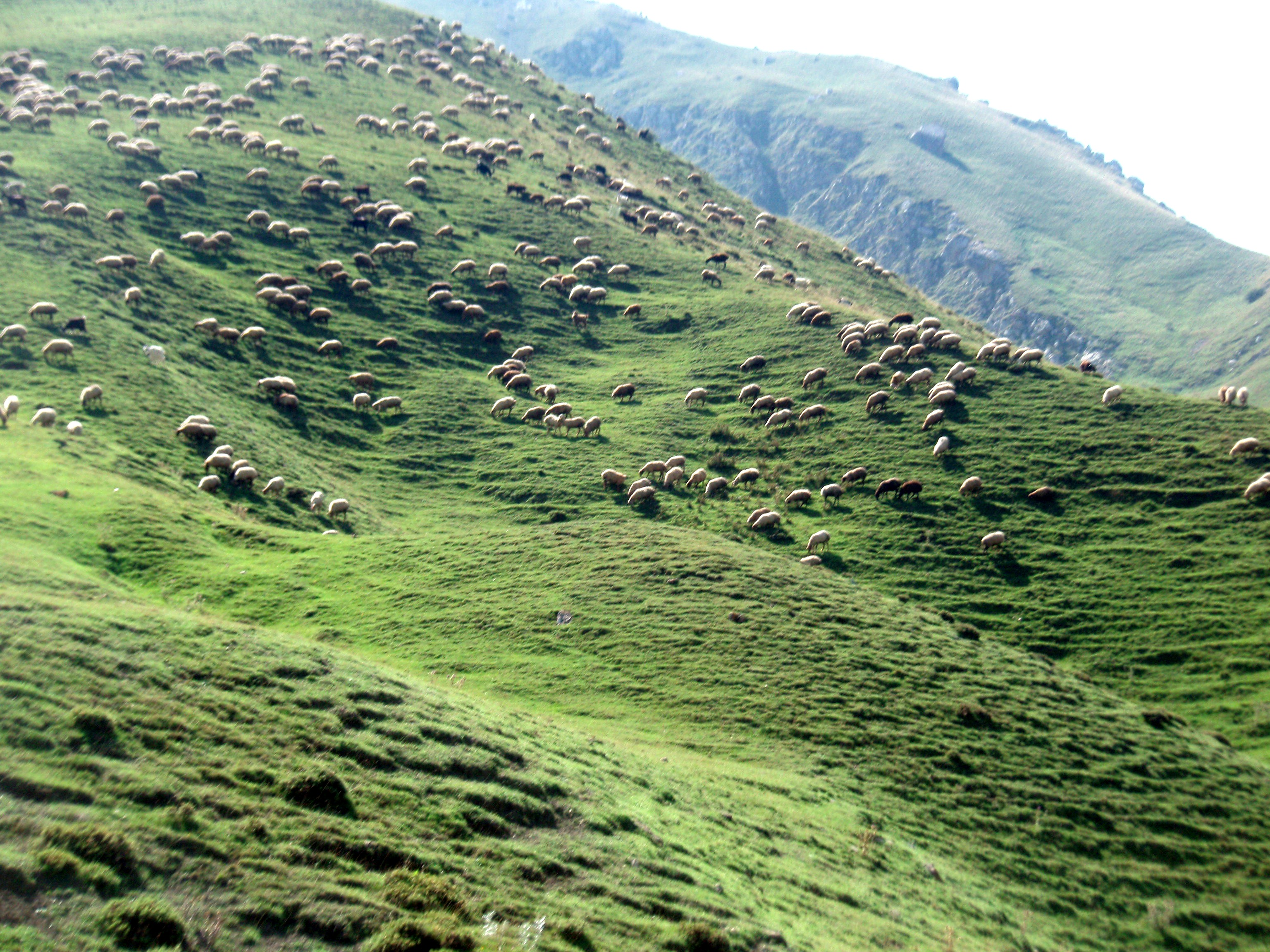
Стадо овец на яйлаге в Губинском районе Азербайджана

В Азербайджане летние пастбища для перегона скота известны под термином яйлаг. Большинство из них расположены на высоте в среднем 2800 м над уровнем моря. Старинными яйлагами, где пасли овец, считались яйлаги расположенные на альпийских и субальпийских лугах в горах Большого и Малого Кавказа. На территории Закавказья, в частности современного Азербайджана, отгонное скотоводство, известное ныне как яйлажное, зародилось ещё в эпоху ранней бронзы и окончательно сформировалось в начале I тысячелетия до н. э.. Им занималось в основном население предгорных областей, которое владело этими пастбищами. Это доказывают мощные каменные строения циклопического типа для сезонного житья и для защиты скота от внезапных набегов соседних племён. Подобные сооружения древних скотоводов ІІ тысячелетия до н. э. часто встречались на яйлагах Малого Кавказа — Хачбулаке, Кельбаджаре, Кедабеке, Лачине, Батабате и в горах Ордубада. Яйлагами широко пользовались в Азербайджане вплоть до 80-х годов XX века.
Сопоставляя археологические данные с этнографией Азербайджана, можно судить также о способе движения на яйлаг и о форме жилища в старину на яйлаге. Так, население укладывало имущество в арбы и двигалось вместе со стадами. Там, где колёсная дорога переходила в тропы, имущество грузили на вьючных животных. По мнению историка Теймура Буниятова, такое передвижение на яйлаг, вполне возможно, существовало и в эпоху развитой бронзы.
С целью сохранения и популяризации яйлагов и обычаев сезонного кочевания в Азербайджане проводится фестиваль «Яйлаг».

### Крым
Используемые в качестве летних горных пастбищ в горах Крыма плоские безлесные места известны под термином яйла. Они представляет собой относительно горизонтальный участок горной местности (вершинное плато), имеющий достаточное количество плодородной почвы и влаги, и годный, в летнее время, для выпаса скота. В отличие от обычных горных хребтов, яйлы не остроконечны (более подробно см. статью «Яйла»).